# 荻島正己
荻島 正己（おぎしま まさみ、1952年5月26日 - 2014年6月21日）は、東京都新宿区出身のフリーアナウンサー。本名は、荻嶋正己。血液型はA型。俳優の荻島眞一は従兄にあたる。

## 来歴
東京都立広尾高等学校、上智大学経済学部卒業後の1975年、静岡放送に入社した。静岡放送の社員有志バンド「ケッタウェイズ」にも所属し、ボーカル・ギターを担当した（過去の出演番組「ひとこと言わせて」で流れる歌は高校時代に作り、ケッタウェイズの頃に発表したという）。
朝の情報番組「おはよう700」のコーナーであった「キャラバンII」でのリポートぶりが好評で、それを受けて1982年に「朝のホットライン」司会者に抜擢され、静岡放送在籍のままTBSに嘱託というかたちで出向した。当初は「半年限り」とされていた番組契約が好調を理由として再三再四延長されたことから生活拠点を東京に移さざるを得なくなり、番組契約が正式に終了した1985年に静岡放送を退社しフリーアナウンサーとなる。妻の初栄（旧姓・持丸）も元静岡放送アナウンサーで、現在はフリーアナウンサーで日本語教師である 。長女は映像ディレクターの荻嶋（小川）智。
また、東京ヤクルトスワローズファンであり、初優勝の1978年以前から応援していた。妻もその影響でスワローズファンになり、スワローズ応援番組のMCや孫娘に「樹里」と名付けたほどである。
2006年1月31日、レギュラー番組「ひとこと言わせて!!」（朝日ニュースター）生放送中に食道癌を告白した。翌日からは治療に専念するために1週間程度の予定で出演を休止した。番組は代役をたてずスタッフ自らが出演するなどして番組を継続した。2月8日に退院し復帰した。その後、4度にわたる入院加療を続けている。6月23日から再び入院した。代役は、以前朝日ニュースターの番組に出演していた波多野健が務めた。同年6月30日に復帰した。告白から半年後の7月31日、「ひとこと言わせて」内で「検査の結果、がん細胞が消滅した」と発表した。
2007年4月からは、同局で1か月に一度「団塊ちゃんねる」の司会を担当した。「プロ野球ニュース」でも引き続き活動していた。
2012年11月11日、静岡放送開局60周年特別番組「SBS39（サンキュー）ラジオ」の中の「未来につなげよう、Radio」に出演した。これが静岡放送（ラジオ）では最後の出演となった。
2013年秋にがんの再発と転移が判明したため、抗がん剤治療を始めたが体力が低下し、2014年6月20日に緩和ケア病棟のある病院に転院した。同年6月21日に食道がんのため死去した。
2014年8月17日の18時から20時まで、FM-Hi!で荻島正己の追悼番組が生放送された。出演は國本良博、荻嶋初栄（妻）、梅原克江。

## 出演番組

### 静岡放送（SBS）時代
- 1400電リクナイター（ラジオ）
- 1400電リクアワー（ラジオ）
- ぶっちゃけスタジオCutin!（ラジオ）
- 夜をぶっ飛ばせ!（ラジオ・期首期末時の特番）
- フリーステーション1.2.0（ラジオ・開始初期の水曜日担当）

### TBSへの出向時代
- 朝のホットライン（1982年 - 1985年）

### フリー転向後
地上波での報道・情報番組
| 期間          | 期間          | 番組名                          | 役職                 |
| ------------- | ------------- | ------------------------------- | -------------------- |
| 1986年4月     | 1986年9月     | JNNスポーツチャンネル（TBS）    | 平日進行キャスター   |
| 1986年10月    | 1987年3月     | ネットワーク（TBS）             | スポーツキャスター   |
| 1987年4月     | 1987年9月     | JNNスポーツチャンネル（TBS）    | 週末進行キャスター   |
| 1987年10月    | 1988年9月     | おはよう!CNN（テレビ朝日）      | 平日メインキャスター |
| 1988年10月3日 | 1989年9月29日 | お天気チャンネル（フジテレビ）  | キャスター           |
| 1990年7月2日  | 1990年9月28日 | アンテナホット7（フジテレビ）   | 司会                 |
| 1999年10月    | 2001年3月     | ラジ朝@モーニング（テレビ朝日） | メインキャスター     |

ラジオ番組・衛星放送局での出演経歴
- ニュースマガジン・男の土曜日→江森陽弘のニュースマガジン→土曜ニュースプラザ（TBSラジオ、1987年 - 2000年）
- TBSラジオエキサイトナイター（TBSラジオ、1993年 - 1994年）
- プロ野球ニュース（フジテレビONE）
- ニュースジョッキー（朝日ニュースター、1999年10月 - 2001年3月）
- ニュースクリック（朝日ニュースター、2001年4月 - ）
- 速報!!記者会見（月・木・金担当→火曜日のみ担当）（朝日ニュースター、1999年 - 2005年3月）
- ひとこと言わせて!!（朝日ニュースター、2005年4月 - 2007年3月）
- 団塊ちゃんねる（朝日ニュースター、2007年4月 - ）